# My Own True Love
My Own True Love é um filme de drama produzido nos Estados Unidos em 1949 e dirigido por Compton Bennett. Foi lançado pela Paramount Pictures em 2 de fevereiro de 1949.